# MOROP
A MOROP é uma organização sem fins lucrativos europeia que congrega as associações nacionais de ferromodelismo.

## Histórico
A MOROP foi fundada em Gênova, Itália por Italo Briano em 1954, e hoje tem sua seda em Berna, Suíça. Em 2006, a MOROP federava 22 associações nacionais de 17 países da Europa, com um total de mais de 30.000 membros. O termo "MOROP" é uma siglonimização derivada de "MOdellbahn" (alemão para "ferromodelismo") e "EuROPa".  
A atividade mais importante da MOROP é definir e manter o padrão Normen Europäischer Modellbahnen (NEM) ("Normas Europeias para Modelismo"). Desde 1994, foi estabelecido um forte relacionamento entre a MOROP e a NMRA que define os padrões de ferromodelismo para os Estados Unidos.
A MOROP organiza convenções públicas anuais normalmente programadas para setembro alternando a localização em diferentes países da Europa.